# 身為男高中生兼當紅輕小說作家的我，正被年紀比我小且從事聲優工作的女同學掐住脖子
《身為男高中生兼當紅輕小說作家的我，正被年紀比我小且從事聲優工作的女同學掐住脖子》是時雨澤惠一的日本輕小說作品，由黑星紅白負責插畫，ASCII Media Works發行。曾获得《這本輕小說真厲害！2014》第15名。原作名被Media Factory綜合文藝杂志《达·芬奇》电子版评为2014年最长的轻小说标题。

## 概要
本作以男高中生兼新人輕小說作家與現任高中生聲優為主角。繼同屬《電擊文庫》的《那片大陸上的故事系列》十二年以來，時雨澤的新系列，插畫由負責《奇諾之旅》系列和《艾莉森與莉莉亞》系列的黑星紅白擔任，透過男女主角間的對話，能一睹《電擊文庫》編輯部和輕小說作家的工作風貌的作品。全冊封底收錄了於本作的作中作《VICE VERSA》的封面和故事簡介。

## 登場人物
我
本作主角。在作品沒提及過名字，在電擊文庫出書後開始當作家的高中生，成長於只有母親的單親家庭，自幼喜愛閱讀和想像。在編輯要求下以蒙面作家身份出道，出道作為《VICE VERSA》，為了寫作休學過一年，之後轉學到另一所高中就讀，因為比同學年長一歲，所以有點難以融入班級中，每週五都會前往《VICE VERSA》的動畫配音現場。
似鳥繪里
主角的同班同學，眼鏡娘，在班上很受歡迎，新人聲優，同時也是擔任主角著作《VICE VERSA》動畫版中的配角——蜜可的聲優，在動畫配音現場中發現主角的作家身份，對主角的作家經歷十分有興趣。私下稱呼主角為「老師」。

### 作中作《VICE VERSA》
本作主角的出道作，作品名字取自英文片語VICE VERSA，意思是「反之亦然」，採用雙主角的設計，日本高中生摘園真和異世界王子辛，已經出版到第九集，奇數集稱為「side真〈sin〉」，偶數集則稱為「side辛〈sin〉」，奇數集的故事是會發生在雷普塔西翁的異世界冒險故事，偶數集的故事是發生在現代日本的搞笑故事。
VICE VERSA中的登場人物
摘園真
作品中的作中作《VICE VERSA》的主角之一，是一名住在日本地方都市的平凡高中生，個性老實溫和。某一天，他被傳送到神秘異世界，與長相酷似自己的王子「辛」相遇，在異世界「雷普塔西翁」會得到重生能力，《VICE VERSA》第一集結束時回到日本。
辛
作品中的作中作《VICE VERSA》的主角之一，異世界「雷普塔西翁」其中一國的王子，長相酷似摘園真，個性好戰，且擁有驍勇的戰鬥能力。最初只是想把摘園真作為戰爭工具利用，但最後在真的協助下擊退敵軍，拯救了國家後，有了改變，《VICE VERSA》第一集結束時突然出現在回到日本的真面前。
蜜可
是《VICE VERSA》中的配角。她是透過煉金術創造出來的「何蒙庫魯茲」——也就是人造人之一。角色的容貌基本上都很俊美，何蒙庫魯茲的共同特徵為「異色瞳」——也就是左右眼的虹膜顏色不同。每個何蒙庫魯茲的虹膜顏色組合都不盡相同。蜜可的右眼為酒紅色，左眼為黃色，髮型則是金色短髮。

## 出版書籍
| 冊數 | 副標題               | KADOKAWA ASCII Media Works | KADOKAWA ASCII Media Works | 台灣角川       | 台灣角川               |
| 冊數 | 副標題               | 發售日期                   | ISBN                       | 發售日期       | ISBN                   |
| ---- | -------------------- | -------------------------- | -------------------------- | -------------- | ---------------------- |
| 1    | -Time to Play-〈上〉 | 2014年1月10日              | ISBN 978-4-04-866273-4     | 2014年12月24日 | ISBN 978-986-366-215-0 |
| 2    | -Time to Play-〈下〉 | 2014年3月8日               | ISBN 978-4-04-866384-7     | 2015年5月13日  | ISBN 978-986-366-487-1 |
| 3    | -Time to Pray-       | 2014年6月10日              | ISBN 978-4-04-866647-3     | 2015年11月27日 | ISBN 978-986-366-750-6 |

## 外部連結
- 身為男高中生兼當紅輕小說作家的我，正被年紀比我小從事聲優工作的女同學掐住脖子｜電擊文庫官方網站（日語）